# Escudo de Coca
El escudo de Coca es uno de los símbolos que representan al actual municipio de Coca y sus poblaciones agregadas. Data de principios del siglo XVII pero quedó establecido a finales del siglo XX siguiendo una disposición de la Junta de Castilla y León de 1991.

## Descripción
El escudo de Coca fue oficializado el 30 de abril de 1997, y su descripción heráldica es:

«Escudo partido. Primero, de oro con un pino arrancado, de sinople. Segundo, de azur, una banda de gules, perfilada de oro. Al timbre, la Corona Real Española.»
Boletín Oficial de Castilla y León nº 94/1997

## Historia
La primera referencia de la que e tiene mención es de un documento guardado en el Archivo municipal de Coca. Se trata de un inventario del escribano Andrés de Ayala, donde se menciona la existencia de una sello de las armas de Coca sin hacer descripción del mismo.
La primera descripción del mismo es la que aparece en 1645. En 1672, aparece la misma descripción. Así sigue describiéndose en sucesivas obras hasta que a mediados del siglo XIX aparece en documento oficiales ya el segundo cuartel: pino albar con sus raíces y una franja encarnada en campo azul. Pero todavía hasta mediados del siglo XX se sigue utilizando el escudo primitivo, en campo de oro un pino verde, como demuestran varias obras entre ellas una de Francisco Piferrer y de ahí toma como fuente la Revista HIDALGUIA.